# Stichopogon trifasciatus
Stichopogon trifasciatus är en tvåvingeart som först beskrevs av Thomas Say 1823.  Stichopogon trifasciatus ingår i släktet Stichopogon och familjen rovflugor. Inga underarter finns listade i Catalogue of Life.

## Bildgalleri

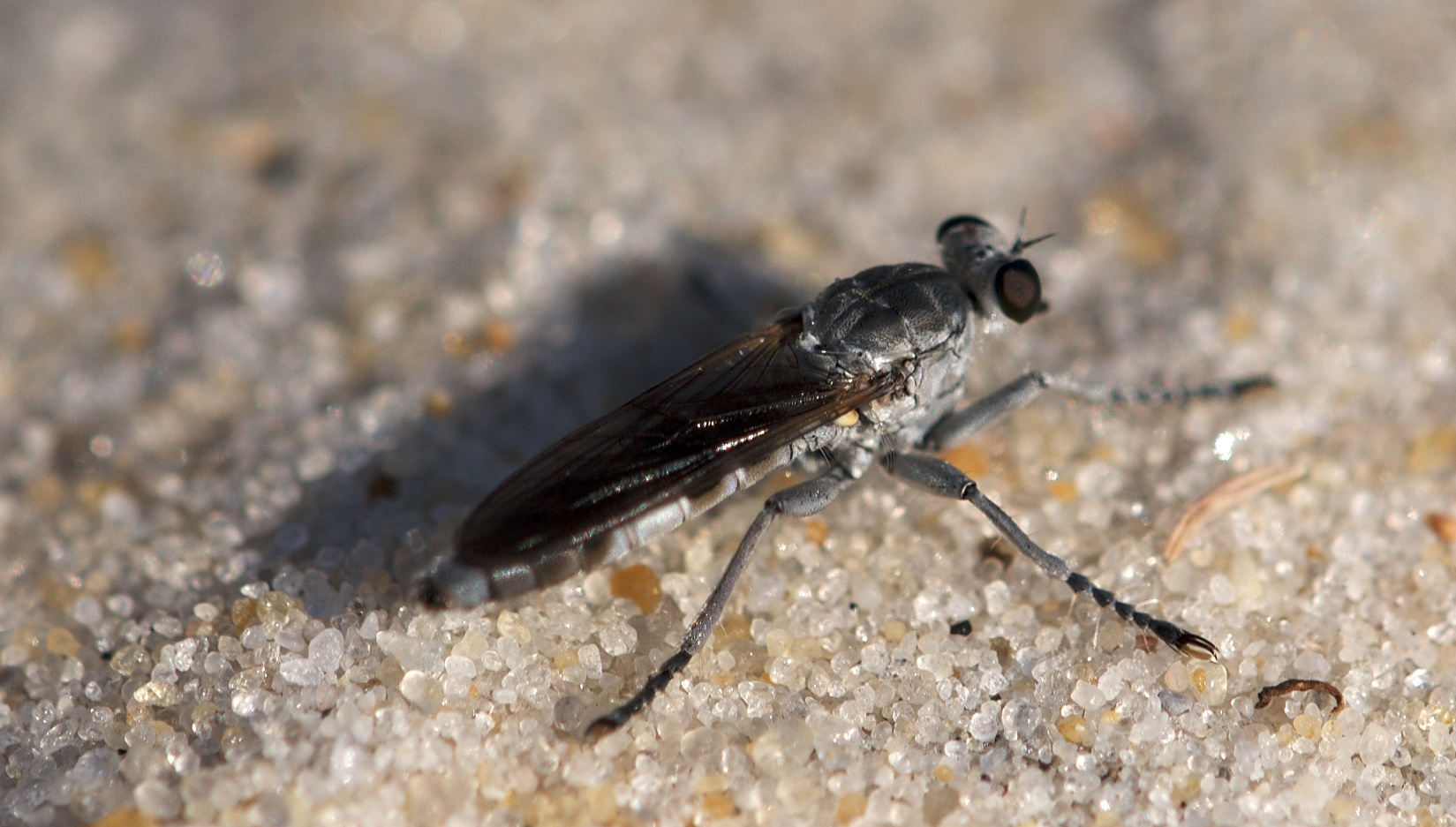